# Grace Marguerite Hay Drummond-Hay
Grace Marguerite Hay Drummond-Hay, Lady Hay Drummond-Hay, nacida Grace Marguerite Lethbridge (Liverpool, 12 de septiembre de 1895 – Nueva York, 12 de febrero de 1946), periodista británica, fue la primera mujer en viajar alrededor del mundo por aire, en un dirigible. A pesar de no ser aviadora, contribuyó al conocimiento general de las experiencias aéreas escribiendo artículos en los principales periódicos de Estados Unidos, entre finales de 1920 y principios de 1930.

## Primeros años
Era la hija mayor de Sidney Thomas Lethbridge y su mujer Grace Emily (nacida Willis). Se casó en 1920, a la edad de 25 años, con Sir Robert Hay Drummond-Hay (1846–1925), casi cincuenta años mayor que ella. Sir Robert nació en Tánger, Marruecos, y trabajó durante años como cónsul británico en Beirut, Líbano. Había estado casado previamente con Euphemia Katrina Willis Flemming, matrimonio del que nacieron cuatro hijos: Arnold Robert, Edward William, Cecil y Florence Caroline, todos significativamente mayores que su nueva madrastra, Lady Drummond-Hay. Florence Caroline, por ejemplo, era quince años mayor que ella. Después de seis años de matrimonio, Sir Robert murió y Lady Drummond-Hay, de 31 años, se estableció en su apartamento de Londres como una joven viuda aristócrata.

## Carrera

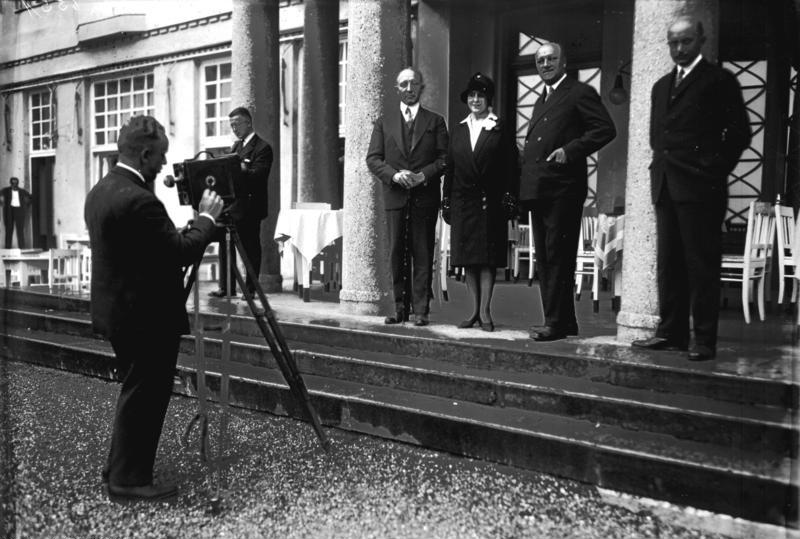
Periodistas fotografiados antes del lanzamiento del Graf Zeppelin, de izquierda a derecha: Karl von Wiegand, Lady Drummond-Hay, Rolf Brand y Robert Hartmann

Contribuyó con periódicos ingleses como The Sphere y estuvo involucrada en los papeles de William Randolph Hearst a finales de 1920. Periodista reconocida, escribió artículos para The Chicago Herald and Examiner, editado por Hearst Press, y viajó, como parte de la tripulación, en el primer vuelo transatlántico de pasajeros civiles en dirigible en 1928.
El Graf Zeppelin LZ 127 fue el primero en dar la vuelta al mundo, en agosto de 1929. El dirigible despegó en Lakehurst, Nueva Jersey, y llegó allí de nuevo 21 días más tarde, después de una parada en Friedrichshafen (Alemania), Tokio y Los Ángeles. Hugo Eckener dirigió como capitán este vuelo alrededor del mundo, en el que Lady Hay Drummond-Hay, o Lady Drummond-Hay, como se la solía llamar, era la única mujer pasajera. Entre sus compañeros de viaje se encontraban:
- Sir George Hubert Wilkins , explorador australiano
- William B. Leeds;  multimillonario norteamericano conocido como el Rey de la hojalata
- Charles E. Rosendahl ; aviador naval, especialista en dirigibles, comandante del Escuadrón Experimental y de Entrenamiento de Dirigibles Rígidos en la NAS Lakehurst
- Teniente de la US Navy Jack C. Richardson; observador naval
- Karl Henry von Wiegand, renombrado periodista y corresponsal del Hearst Press
- Robert Hartman fotógrafo y cameraman de Metro-Goldwyn-Mayer
- Joachim Rickard; periodista español y corresponsal del diario ABC
- Heinz von Eschwege-Lichbert corresponsal alemán de la empresa periodística Scherl-Verlag
- Jerónimo Megías, médico y doctor personal del rey español Alfonso XIII.[2][3]

Lady Drummond-Hay ganó su fama tras llegar a Nueva York y consolidó su carrera como periodista durante la década siguiente.

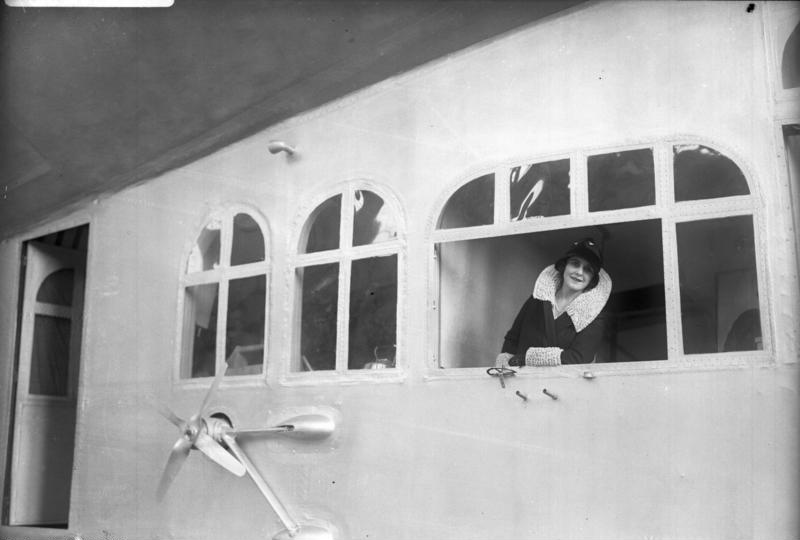
Lady Drummond-Hay a bordo del Graf Zeppelin

Fue a zonas de guerra como Abisinia (Etiopía) y fue corresponsal extranjera en Manchuria (China). Trabajó estrechamente junto a su colega Karl H. von Wiegand durante muchos años. Alabada por su extraordinario ingenio, la inteligencia y el estilo de sus artículos, Lady Drummond-Hay fue una periodista conocida y respetada en su tiempo. Incluso el Emperador de Etiopía, Haile Selassie, le regaló una preciosa joya que se pudo ver en su funeral.

## Últimos años
Durante la Segunda Guerra Mundial, Lady Drummond-Hay y Karl H. von Wiegand fueron internados en un campo de prisioneros japonés en Manila, Filipinas; fue liberada en 1945, pero se encontraba muy enferma. Regresaron a los Estados Unidos, pero durante su estancia en Nueva York, Lady Drummond-Hay murió de trombosis coronaria en el Lexington Hotel. En su entierro, muchos personajes notables presentaron sus condolencias, incluyendo a William Randolph Hearst y Marion Davies. Tras la cremación, sus cenizas fueron llevadas al Reino Unido por su compañero Karl von Wiegand.

## Legado
Célebre a finales de la década de 1920 y principios de 1930, Lady Drummond-Hay ha sido lamentablemente olvidada. Aunque su nombre aparece en diversos libros sobre la historia de los vuelos en dirigible, no existe una biografía importante u otro documento significativo sobre su vida.
Un documental australiano llamado The Airships: Ship of Dreams, producido en 2004, incluía imágenes de ella.

### SemidocumentalFarewell (Despedida)
En 2009 apareció un semidocumental holandés llamado Farewell (Despedida), dirigido por Ditteke Mensink y documentado por Gerard Nijssen. Consta de imágenes de ella y del primer dirgible que voló alrededor del mundo. La revista Variety describió el documental como 'absorbente'.
Bajo el título Around The World by Zeppelin, el documental fue retransmitido en el Reino Unido, en BBC Cuatro, el 7 de febrero de 2010. Este importante programa de ochenta minutos se basaba casi por completo en un extenso noticiero cinematográfico de la época que mostraba en detalle cómo operaba un dirigible. La narración (de mano de Poppy Elliott), basada principalmente en lecturas de artículos de Lady Drummond-Hay, revela la consternación de Lady Drummond-Hay cuando Hearst le dijo que Karl von Wiegand sería su mentor en el viaje, ya que habían terminado una relación seis meses antes. Aparentemente, el affaire fue retomado durante la parada en Tokio pero se interrumpió de nuevo cuando él recibió un telegrama de su mujer; después del vuelo continuaron siendo compañeros hasta la muerte de Lady Drummond-Hay, diecisiete años más tarde.
En todo caso, algunas partes del semidocumental son ficticias; la aleta de cola del dirigible no se desgarró durante la vuelta al mundo, sino durante un vuelo transatlántico previo, en octubre de 1928, y la nave no tuvo que aterrizar en el agua para hacer reparaciones.